# École de Bagui
L'École de Bagui (caractères traditionnels : 八桂學派; caractères simplifiés : 八桂学派; pinyin : Bāguì Xuépài) est une école d'ethnologie chinoise, fondée par Huang Xianfan (1899-1982), qui a cherché à marier l'ethnologie occidentale avec l'histoire issue des traditions Zhuang (ethnie), et poursuivie par de nombreux disciples dont Huang Zengqing, Li Ganfen, Su Guanchang, Li Guozhu et Qin Naichang. Il s'agit de la première école de minorité chinoise et de la première école d'ethnologie fondée après la République populaire de Chine. La majorité des membres sont des étudiants d'origine zhuangs.

## L'influence de la pensée égalité
Le projet initial de Huang Xianfan était un relèvement dialectique de la Marxisme par la tradition ethnologie. Toutes les nationalités sont égales et contre ultra-nationalistes, ont eu une influence considérable sur sa pensée. En ce qui concerne Huang Xianfan, l'étude de ses livres semble montrer qu'il était un humaniste convaincu.

## Méthodes de recherche
L'École de Bagui s'occupa surtout d'ethnologie et d'anthropologie. En ethnologie, elle s'occupa surtout de l'histoire, de la culture, de la langue, de la religion, des institutions, de la folk et de la littérature zhuangs. En anthropologie, elle s'occupa surtout d'enquêtes de terrain et de collecte de données brutes.

## Membres
Les principaux membres de la première génération :
- Huang Xianfan (1899-1982)
- Huang Zengqing (1918-1995)
- Ban Xiouwen (1920-)
- Zhang Yiming (1923-)
- Ou Yang Ruoxiou (1928-)
- Li Guozhu
- Su Guanchang
- Li Ganfen
- Zhou Zongxian
- Zhou Zuoqiou
- Huang Shaoqing
- Huang Weicheng

Les principaux membres de la deuxième génération
- Qin Cailuan
- Qin Naichang
- Qin Shengmin
- He Longqun
- Yu Shijie
- Qin Deqing
- Pan Qixu
- Huang Hanjin
- Zeng Chaoxiong